# 高颅鼠耳蝠
高颅鼠耳蝠（学名：Myotis siligorensis）为蝙蝠科鼠耳蝠属的动物。在中国大陆，分布于海南、福建、云南等地。该物种的模式产地在尼泊尔。

## 亚种
- 高颅鼠耳蝠福建亚种（学名：Myotis siligorensis sowerbyi），Howell于1926年命名。在中国大陆，分布于海南、福建、云南等地。该物种的模式产地在福建。[3]